# العلاقات المجرية البليزية
العلاقات المجرية البليزية هي العلاقات الثنائية التي تجمع بين المجر وبليز.

## مقارنة بين البلدين
هذه مقارنة عامة ومرجعية للدولتين:
| وجه المقارنة                                              | المجر                                                       | بليز         |
| --------------------------------------------------------- | ----------------------------------------------------------- | ------------ |
| المساحة (كم2)                                             | 93.04 ألف                                                   | 22.97 ألف    |
| عدد السكان (نسمة)                                         | 9.78 مليون                                                  | 374.68 ألف   |
| الكثافة السكانية (ن./كم²)                                 | 105.12                                                      | 16.31        |
| العاصمة                                                   | بودابست                                                     | بلموبان      |
| اللغة الرسمية                                             | لغة مجرية                                                   | لغة إنجليزية |
| العملة                                                    | فورنت مجري                                                  | دولار بليزي  |
| الناتج المحلي الإجمالي (بليون دولار)                      | 139.14 مليار                                                | 1.84 مليار   |
| الناتج المحلي الإجمالي (تعادل القوة الشرائية) بليون دولار | 260.42 مليار                                                | 3.05 مليار   |
| الناتج المحلي الإجمالي الاسمي للفرد دولار أمريكي          | 12.36 ألف                                                   | 4.88 ألف     |
| الناتج المحلي الإجمالي للفرد دولار أمريكي                 | 25.07 ألف                                                   | 8.42 ألف     |
| مؤشر التنمية البشرية                                      | 0.828                                                       | 0.715        |
| رمز المكالمات الدولي                                      | +36                                                         | +501         |
| رمز الإنترنت                                              | .hu                                                         | .bz          |
| المنطقة الزمنية                                           | ت ع م+01:00، ت ع م+02:00، أوروبا/بودابست ‏، توقيت وسط أوروبا | 00           |

## منظمات دولية مشتركة
يشترك البلدان في عضوية مجموعة من المنظمات الدولية، منها:
| علم المنظمة | اسم المنظمة                        | تاريخ انضمام المجر | تاريخ انضمام بليز |
| ----------- | ---------------------------------- | ------------------ | ----------------- |
|             | مؤسسة التنمية الدولية              | 29 أبريل 1985      | 19 مارس 1982      |
|             | يونسكو                             | 14 سبتمبر 1948     | 10 مايو 1982      |
|             | وكالة ضمان الاستثمار متعدد الأطراف | 21 أبريل 1988      | 29 يونيو 1992     |
|             | الأمم المتحدة                      | 14 ديسمبر 1955     | 25 سبتمبر 1981    |
|             | الفريق المعني برصد الأرض           | ?                  | ?                 |
|             | الاتحاد البريدي العالمي            | ?                  | ?                 |
|             | البنك الدولي للإنشاء والتعمير      | 7 يوليو 1982       | 19 مارس 1982      |
|             | الاتحاد الدولي للاتصالات           | 1866               | 16 ديسمبر 1981    |
|             | منظمة حظر الأسلحة الكيميائية       | ?                  | ?                 |
|             | مؤسسة التمويل الدولية              | 29 أبريل 1985      | 19 مارس 1982      |
|             | منظمة التجارة العالمية             | 1995               | ?                 |
|             | منظمة الشرطة الجنائية الدولية      | ?                  | ?                 |

## وصلات خارجية
- موقع وزارة الخارجية المجرية
- موقع وزارة الخارجية البليزية